# Société d'agriculture de Lyon
La Société d'agriculture, sciences naturelles et arts utiles de Lyon, communément appelée Société d'agriculture de Lyon tout au long de son existence, est une société savante créée au XVIIIe siècle pour rechercher les propriétés et les usages de toutes les productions utiles soit à la nourriture des hommes et des animaux soit aux arts. Le classement de ses membres en trois sections que sont les sciences physiques et naturelles, l'agriculture et l'industrie illustre son objet.

## Historique
Dans la seconde moitié du XVIIe siècle, on prend conscience en France des insuffisances des procédés de culture et d'élevage nécessitant d'augmenter et de sécuriser les productions agricoles. Le pouvoir politique considère qu'il a un rôle à jouer pour encourager les progrès et diffuser les bonnes pratiques. C'est dans ce contexte que sont fondées en France les Sociétés Royales d'Agriculture.
La Société d'Agriculture, Sciences Naturelles et Arts utiles de Lyon a été créée le 9 floréal an VI (28 avril 1798) par deux sociétés préexistantes que sont la Société Royale d'Agriculture, établie par arrêt du Conseil d'État du roi du 12 mai 1761 et la Société philosophique des Sciences et arts d'une part, et par des agriculteurs et des naturalistes d'autre part.
La particularité de la Société de Lyon par rapport aux autres sociétés savantes de France réside dans la création d'une commission transversale aux trois sections (Sciences, Agriculture et Industrie) ayant comme mission de rechercher et d'expérimenter tout ce qui concerne la production de la soie et l'industrie manufacturière qui s'y rattache.

## Fonctionnement
Trois commissions se répartissent les travaux de la Société: 
- Statistique: chargée de recueillir les données agricoles, industrielles, météorologiques
- Prime d'encouragement : chargée de récompenser les expériences des agriculteurs et des artistes
- Choix et examen des mémoires : chargée de sélectionner les ouvrages correspondant à l'objet social et de proposer leur auteur comme membre correspondant de la Société

## Évolution
En 1830, la Société, qui avait rajouté à son appellation le terme de Royale depuis le retour de la monarchie en 1814 avec Louis XVIII, s'associe avec d'autres sociétés savantes de la place de Lyon ( Académie, Médecine, Pharmacie, Linnéenne, Musée), à la demande des autorités civiles, pour réunir leur bibliothèque dans un seul lieu.
Son appellation Société Royale transformée en Société Nationale d'agriculture, d'histoire naturelle et des arts utiles de Lyon sous la Deuxième République est devenue, sous Napoléon III, Société Impériale d'Agriculture, Sciences naturelles et Arts utiles de Lyon. Le terme d'impériale disparaît avec l'avènement de la Troisième République.
En 1892, la Société d'agriculture et d'histoire naturelle et la Société des sciences industrielles de Lyon fusionnent sous l'appellation Société d'agriculture, sciences et industrie de Lyon.